# Tamarixia pallicornis
Tamarixia pallicornis är en stekelart som först beskrevs av Walker 1872.  Tamarixia pallicornis ingår i släktet Tamarixia och familjen finglanssteklar. Inga underarter finns listade i Catalogue of Life.